# Versurigidae
Versurigidae é uma família de medusas da ordem Rhizostomeae.

## Géneros
- Versuriga Kramp, 1961